# Micaria mongunica
Micaria mongunica är en spindelart som beskrevs av Sergei N. Danilov 1996. Micaria mongunica ingår i släktet Micaria och familjen plattbuksspindlar. Inga underarter finns listade i Catalogue of Life.